# Cotul Morii, Hîncești
Cotul Morii este satul de reședință al comunei cu același nume  din raionul Hîncești, Republica Moldova.

## Istorie
Satul a fost întemeiat de cîțiva călugări de la Episcopia Huși, acum patru secole. Cercetătorul Vladimir Nicu , în baza descoperirilor făcute în arhive, a luat drept punct de pornire data de 19 august 1621.
S
atul a făcut parte din teritoriul din sud-vestul Basarabiei (cunoscută sub denumirea de Cahul, Bolgrad și Ismail) care, în urma Tratatului de la Paris din 1856, care încheia Războiul Crimeii (1853-1856), a fost retrocedat de Rusia Moldovei. În urma acestei pierderi teritoriale, Rusia nu a mai avut acces la gurile Dunării. În urma Unirii Moldovei cu Țara Românească din 1859, acest teritoriu a intrat în componența noului stat România (numit până în 1866 Principatele Unite ale Valahiei și Moldovei). În urma Tratatului de pace de la Berlin din 1878, România a fost constrânsă să cedeze Rusiei sudul Basarabiei.
În 1890 s-a realizat o încercare de întemeiere a unei școli de alfabetizare însă, din lipsă de fonduri, nu a devenit posibil. La 25 aprilie 1906 un alai de clerici și credincioși au trecut prin sat purtînd Sfînta Icoană Făcătoare de Minuni de la Mănăstirea Hîrbovăț. În 1922, 195 țărani din Cotul Morii au fost înzestrați de către Instituția română "Casa Noastră" cu 897ha de pămînt. În 1923 satul dispunea de o școală primară cu predare în limba română, biserică, moară și presă de ulei. În cadrul Republicii Sovietice Socialiste Moldovenești , în sat s-a aflat sediul Sovhozului specializat în legumicultură "Iurie Gagarin". După obținerea independenței, sovhozul s-a transformat în cooperativa agricolă "Cotul Morii", iar după împroprietărirea țăranilor cu pământ, unii s-au asociat în SRL „Agro-Mella”.
În seara zilei de 6 iulie 2010 a cedat digul de protecție anti-viitură amplasat limitrof de s. Nemțeni, Hîncești, ceea ce a provocat inundația luncii Leușeni, cu suprafața de 3800 ha, unde sunt amplasate localitățile Cotul Morii, Obileni și Sărăteni. Două sute de familii au fost evacuate forțat din satul Cotul Morii, și 1,500 în total, după ce 541 de case au fost inundate în localitatea respectivă. Doar în acel sat au fost inundate 1237 de hectare de teren arabil și 238 de hectare de pășuni.  În urma inundațiilor, au fost distruse nu numai casele, drumurile, terenurile agricole, dar au fost afectate și un număr mare de fântâni, sisteme de colectare a apelor menagere. Au fost inundate pe o perioadă îndelungată suprafețe enorme de terenuri agricole și de pășune. Satul a fost reconstruit din temelie pe un nou amplasament cu ajutorul banilor alocați de către Guvernul României. Au fost astfel construite peste 700 de case.

## Demografie

### Structura etnică
Structura etnică a satului Cotul Morii conform recensământului populației din 2004: 
| Grup etnic                                               | Populație | % Procentaj   |
| -------------------------------------------------------- | --------- | ------------- |
| Băștinași declarați Moldoveni Băștinași declarați Români | 504 1.165 | 30,00% 69,35% |
| Ucraineni                                                | 4         | 0,24%         |
| Ruși                                                     | 3         | 0,18%         |
| Găgăuzi                                                  | 2         | 0,12%         |
| Bulgari                                                  | 2         | 0,12%         |
| Total                                                    | 1.680     |               |